# 韞龢
韫龢（1911年11月24日—2002年2月16日），乳名硕格，字蕊菡，号秉熹，英文名Mary，后改名金欣如。清朝末代皇帝溥仪的胞妹，父亲醇亲王载沣，母亲嫡福晉瓜爾佳氏。

## 生平
1911年11月24日（民國零年十月初四），韫龢出生于北京什刹海北岸的醇亲王府。1921年，母亲瓜尔佳氏自杀。1924年，溥仪被逐出宫，暂居北府。韫龢去日本公使馆看望溥仪。1926年，随父亲载沣，全家搬入北京西什库教堂。1928年，全家迁往天津英租界十三号路166号。1930年，郑孝胥的儿子郑垂教授韫龢和三格格韫颖英文。1931年，韫龢与郑孝胥的孙子郑广元订婚。1932年3月9日，韫龢参加溥仪就任满洲国“执政”仪式。4月18日，韫龢在长春与郑广元结婚。同年，韫龢陪同郑广元赴英国留学。1933年2月15日，生下长女英才。1934年，郑广元毕业，与韫龢告别庄士敦，离开英国。途经加拿大、美国，3月1日，韫龢一家人抵达日本，住在三妹韫颖家里，与溥杰重逢。5月，韫龢一家人返回中国后，住进长春满洲国帝宫的西花园。1936年8月，生下次女郑爽。1937年，偕同郑广元赴日本留学。12月，幼女郑洁出生。1938年，一家从日本返回长春。1945年，日本战败，伪满洲国灭亡。韫龢全家从大栗子沟迁到临江。1947年2月，儿子大力在临江出生。随后全家又从临江到通化。1948年春，到达抚顺、沈阳，返回北平，住进醇亲王府。1951年，父亲载沣病逝。郑广元在1950年代在北京任邮电部门工程师。1958年，韫龢搬到婆婆家居住。1960年，在北京主持一家街道托儿所。1961年，她与爱新觉罗家族一起受到周恩来总理三次接见。1966年，北京市城区十三个托儿所合并，她与其他人一起调往窗纱厂。1970年，郑广元、韫龢退休。1977年，三女儿郑洁病逝。1992年，长女英才病逝。1994年，丈夫郑广元去世。1995年，韫龢开始接受贾英华采访并录音。2001年，贾英华撰写的《末代皇妹韫龢》出版。2002年2月16日，韫龢病逝于北京。